# Михаїл Ферекиде
Михаїл Ферекиде (рум. Mihail Pherekyde; 14 листопада 1842, Бухарест — 24 грудня 1926, Бухарест) — румунський політик, дипломат, міністр закордонних справ, двічі займав посаду міністра внутрішніх справ Румунського королівства.

## Життя і політична кар'єра
Навчався в школі «St. Sava», а потім в Ліцеї Людовика Великого в Парижі. Закінчив університет Сорбонна зі ступенем в області права. Був членом недавно сформованої Ліберальної партії Румунії.
З 16 грудня 1885 зайняв пост міністра закордонних справ та 21 березня 1888 був замінений Петре Карпом.
Займав посаду румунського посла у Франції і відіграв значну роль у придбанні будівлі для румунської православної церкви в Парижі.
31 березня 1897 — 30 березня 1899 — міністр внутрішніх справ в уряді Стурдзи. Цю ж посаду він займав з 15 грудня 1909 до 6 лютого 1910.

## Карикатури

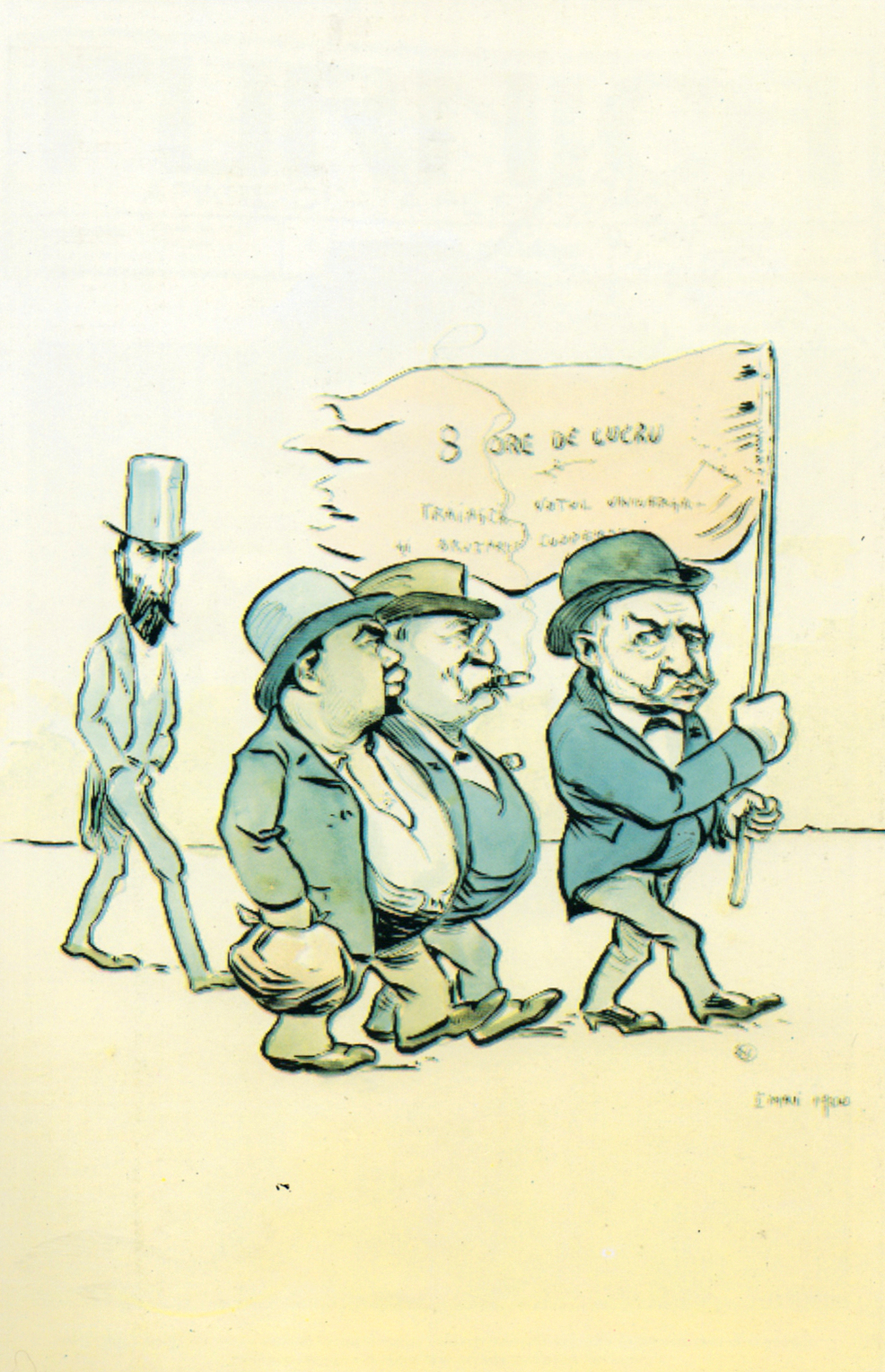
1 Mai 1900 - 8 ore de lucru